# Exilio cubano

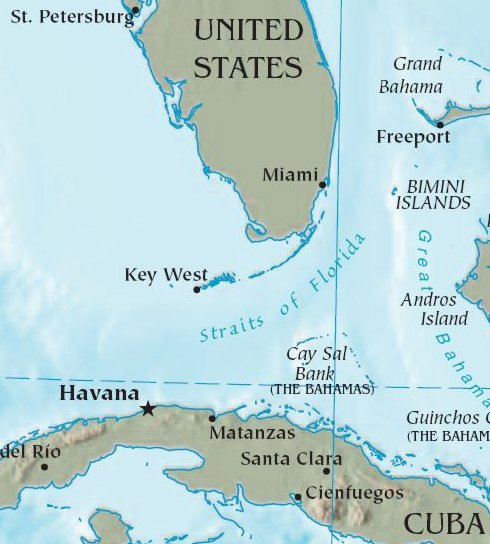
Cuba se encuentra a 150 kilómetros al sur de Florida, península de los Estados Unidos.

El término  exilio cubano se refiere a los muchos cubanos que han emigrado para buscar condiciones políticas o económicas alternativas. La fecha del fenómeno data de la Guerra de los Diez Años y de las luchas por la independencia cubana durante el siglo XIX. En tiempos modernos, el plazo se refiere al largo éxodo de cubanos a los Estados Unidos, desde la Revolución cubana de 1959 y, en particular, a la oleada actual de refugiados cubanos a los Estados Unidos de los años 1960 y 1980.

## Exiliados importantes
Los exiliados importantes han incluido al escritor José Martí, quién pasó muchos años en España y Estados Unidos en el siglo XIX, apoyando la independencia cubana de España. Desde que se implantó la Revolución Cubana y la subsiguiente implementación de un régimen comunista, y entre las diversas oleadas de emigración en masa de centenares de miles de cubanos, otros de los prominentes exiliados fueron: Carlos Franqui, quien se reubicó en Italia; Huber Matos, quien estuvo encarcelado por el gobierno de Castro durante 20 años después de dimitir de su posición gubernamental en 1959, antes de reubicarse en Miami; Guillermo Cabrera Infante, escritor cubano que huyó al Reino Unido; Reinaldo Cruz, Ángel Padrón, Mario Benítez, Marcelino González y Nelson López Estévez fueron los cinco primeros balseros cubanos en huir del país comunista en una balsa casera que constaba de 8 llantas de camión y cañas de bambú ligadas juntas. Dejaron Cuba el 31 de julio de 1964 para ser rescatados por una barca de pesca llamada "el KAL" el 6 de agosto de 1964. Cuando la embarcación divisó a los hombres, estos flotaban a unas 25 millas al este de West Palm Beach. 

## Oleadas de exilio a Estados Unidos

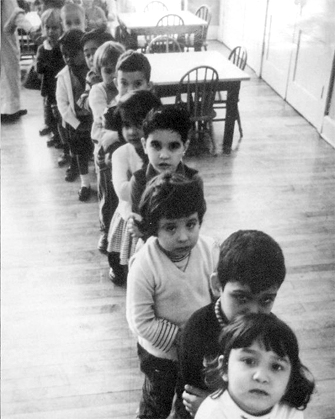
Niños cubanos esperando en fila para emigrar.

La mayoría de los exiliados cubanos actuales que viven en los Estados Unidos viven dentro o cerca de la ciudad de Miami. Otros grupos de exiliados se han reubicado para formar comunidades cubano-estadounidenses de gran tamaño en Union City y West New York, Nueva Jersey (conocido como Havana en el Hudson); Raleigh, Carolina del Norte; Los Ángeles, California; y Palm Desert, California.
Los exiliados cubanos en Estados Unidos se describen como refugiados políticos. Este estatus les ha brindado un tratamiento diferente bajo las regulaciones de Inmigración de los EE.UU. en comparación con aquellos inmigrantes que no son categorizados de esa forma. Los exiliados han ido huyendo en diferentes oleadas. La primera oleada se dio inmediatamente después del triunfo de la revolución cubana, dirigida por Fidel Castro, el 1° de enero de 1959. Muchos de los refugiados vinieron con la idea de que el nuevo gobierno no duraría mucho tiempo, y de que su estancia en los EE.UU. sería provisional. Casas, coches y otras propiedades en Cuba quedaron con familiares y amigos, quienes cuidarían de ellas hasta que cayera el gobierno, aunque este confiscó todas las propiedades que pertenecieran a cualquiera que abandonara el país.
Entre noviembre de 1960 y octubre de 1962, más de 14.000 niños, mayoritariamente católicos, aunque también había judíos o protestantes, de entre 6 a 17 años, fueron enviados a los EE.UU. por sus padres en la denominada Operación Peter Pan. Estos niños estuvieron bajo el cuidado de la Iglesia católica y fueron ubicados en casas adoptivas hasta que pudieran reunirse con sus padres. Estos los enviaron a Estados Unidos, con la idea de "librarlos del adoctrinamiento comunista, del reclutamiento forzado de jóvenes a las fuerzas armadas cubanas y del envío de jóvenes a la Campaña de Alfabetización", ya que se había difundido el rumor de que el gobierno comunista estaba a punto de retirarles a los padres la patria potestad.
La segunda oleada empezó en 1961, con la nacionalización de instituciones educativas, hospitales, tierras e instalaciones industriales. Además, el gobierno de Fidel Castro tomó medidas severas en contra de la oposición, encarcelando a adversarios y posibles adversarios, incluso ejecutando a algunos. Al llegar a este punto, después de la Invasión de bahía de Cochinos Castro se autoproclamó marxista-leninista, aunque anteriormente había dicho que no era comunista.

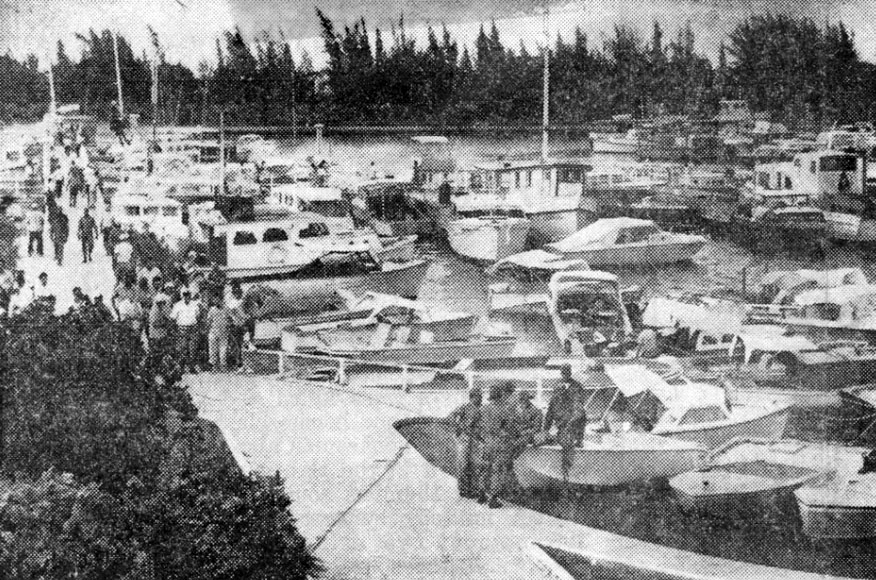
Éxodo de Camarioca.

Hubo una oleada más pequeña de refugiados, en 1965, desde el puerto cubano de Camarioca. Los exiliados cubanos de Miami trajeron amigos y parientes a Cayo Hueso, utilizando barcas de ocio. La historia detallada del éxodo de Camarioca nunca ha sido escrita, ni se ha hecho la lista exacta de refugiados que salieron desde ese puerto. De diciembre de 1965 a principios de 1973, bajo los gobiernos de Johnson y Nixon, los dos vuelos diarios "Freedom Fligths"  (Los Vuelos de la Libertad) desde la playa de Varadero a Miami, eran la única manera de salir de Cuba. Se convirtió en el puente aéreo más largo de tránsito de refugiados políticos y transportó 265.297 cubanos a los Estados Unidos con la ayuda de agencias religiosas y de voluntarios. Los vuelos estuvieron limitados a parientes inmediatos, con un periodo de espera de uno a dos años.

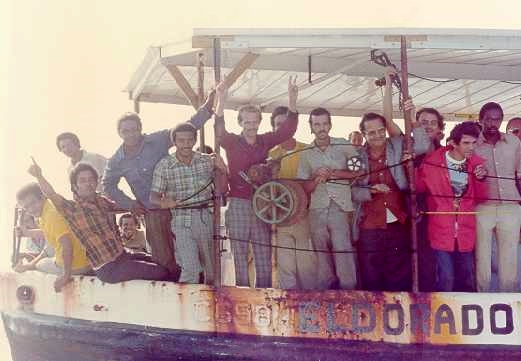
Éxodo del Mariel.

Entre el 15 de abril y el 31 de octubre de 1980, durante la administración de Carter, se dio probablemente una de las olas más significativas de exilios durante lo que sería llamado el Éxodo del Mariel. El éxodo ocurrió después de que un grupo de cubanos en un autobús atravesara las puertas de la embajada peruana pidiendo asilo. Murió un custodio cubano de la embajada, a raíz del fuego amistoso (cruzado), cuando otro guardia disparó sobre el autobús y le dio a su compañero accidentalmente. Cuando el embajador peruano rechazó entregar a los ciudadanos a las autoridades, Castro retiró a los guardias cubanos de la embajada, abriendo la puerta a miles de cubanos en busca de asilo que llegaron a la embajada en los siguientes días. Reaccionando a este éxodo repentino, Castro dijo que "Cualquiera que quiera dejar Cuba, puede hacerlo", y declaró que quienes dejaban el país eran la "escoria".
El resultado fue un éxodo incluso más grande a través del puerto de Mariel, donde una flotilla improvisada de exiliados cubanos de Miami en yates y barcos comerciales trasladaron a los ciudadanos cubanos que deseaban dejar la isla. En pocas semanas, 125.000 cubanos llegaron a los Estados Unidos a pesar de los intentos de la Guardia Costera por detenerlos. Cuando el éxodo se volvió noticia internacional y una vergüenza para el gobierno cubano, Castro vació los hospitales pisquiátricos y las prisiones de reclusos considerados como "indeseables sociales", y forzó su inclusión entre los refugiados. El Partido Comunista de Cuba organizó mítines y actos de repudio frente a las casas de aquellos que ya se sabía que dejaban el país. Estas personas fueron intimidadas mediante tales "actos de repudio", donde los participantes les gritaban obscenidades, marcaban las fachadas de las casas, tiraban huevos y basura, y los acosaban durante horas. A estos calificados como "traidores a la revolución", se les quitaron sus tarjetas de racionamiento, perdieron sus trabajos y fueron expulsados de escuelas y universidades. Hacia el fin de la crisis, los actos de repudio cesaron. 
Entre los 125.000 refugiados, se calcula que entre 7.500 y 40.000 tenían registros criminales en Cuba. A pesar de que solo algunos tuvieron antecedentes criminales, la mayoría estuvo encarcelada por practicar el cristianismo, o como disidentes políticos, por rechazar el servicio militar o trabajar para el estado, intentando huir del país, o por comprar elementos alimentarios en el mercado negro, todo lo cual los convertía en criminales, según las leyes cubanas. Al final, se determinó que solo 1.774 de los refugiados eran delincuentes serios o violentos, según las leyes de EE.UU. y se les negó la ciudadanía en base a ello. 
La mayoría de refugiados eran hombres adultos entre 20 y 34 años, de clase trabajadora, que aprovecharon la oportunidad de dejar Cuba. Mayoritariamente, este grupo representó la generación más joven que huyó de la sociedad revolucionaria cubana. Aun así, se desconoce la cantidad de los que han perecido intentando cruzar el estrecho de Florida o que fueron asesinados por cañoneros o guardacostas cubanos cuando intentaban dejar la isla. 
En 1984, los Estados Unidos y Cuba negociaron un acuerdo de inmigración normal para permitir el regreso a Cuba de aquellas personas que habían llegado durante el evento del Mariel y que eran inadmisibles como inmigrantes según las leyes de EE.UU.

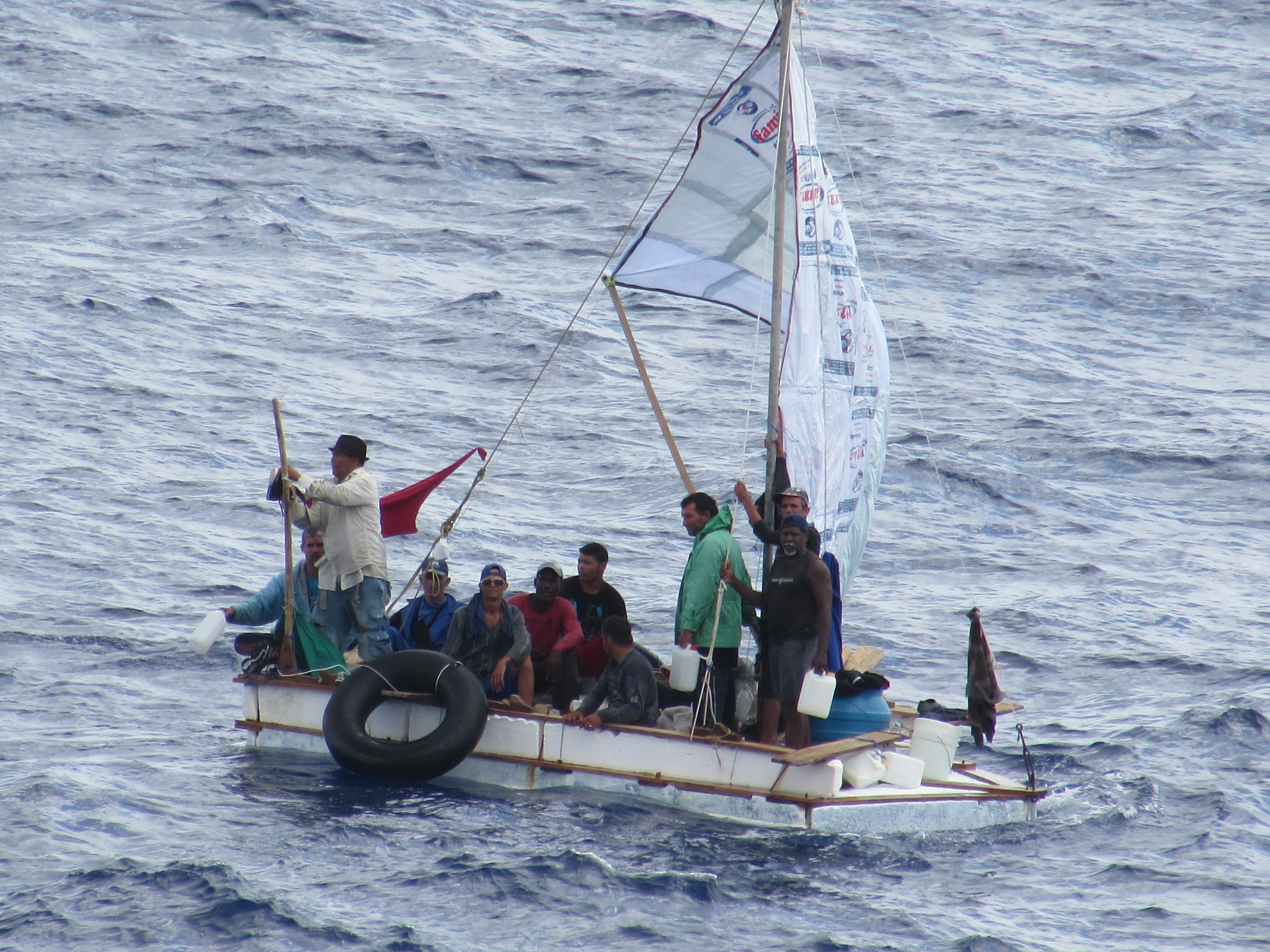
Balseros cubanos.

Durante los años posteriores, las oleadas de exiliados han constado de balseros que se embarcan en balsas caseras. Janet Reno, LLD, Abogado General de los EE.UU., el 18 de agosto de 1994 en una nota de prensa titulada "En torno a la afluencia cubana", ofreció los siguientes comentarios: 
Para desviar la atención de los cubanos a buscar un cambio democrático, el gobierno de Cuba ha recurrido a la inconcebible táctica de dejar a las personas arriesgar sus vidas para dejar la isla, en barcos endebles a través de las aguas traidoras del estrecho de Florida. Muchas personas han perdido sus vidas en tales cruceros. Instamos a las personas de Cuba para que se queden en casa y no caigan en estas maniobras. Quiero trabajar con toda la preocupación en la inclusión de la comunidad cubana-americana para asegurar que el mensaje llegue a los cubanos. Poner una barca o una balsa al mar significa poner su vida en riesgo… Para impedir que esto pase otra vez, la Guardia Costera ha montado una campaña de información pública agresiva para que las personas sepan que… los barcos… pueden ser detenidos y abordados e incluso arrestados. Los individuos que violan la ley de EE.UU. serán procesados en las circunstancias apropiadas.
El Presidente Bill Clinton, tratando de detener el flujo de balseros cubanos, presionó a una docena de gobiernos latinoamericanos para proporcionar campos de internamiento que los funcionarios esperaban resultarán menos atractivos para los refugiados que la base naval de la Bahía de Guantánamo, Cuba. A pesar de que los refugiados en Guantánamo estuvieron aguantados detrás del alambre de púas, para muchos, la base era mejor que un campamento de internamiento extranjero.

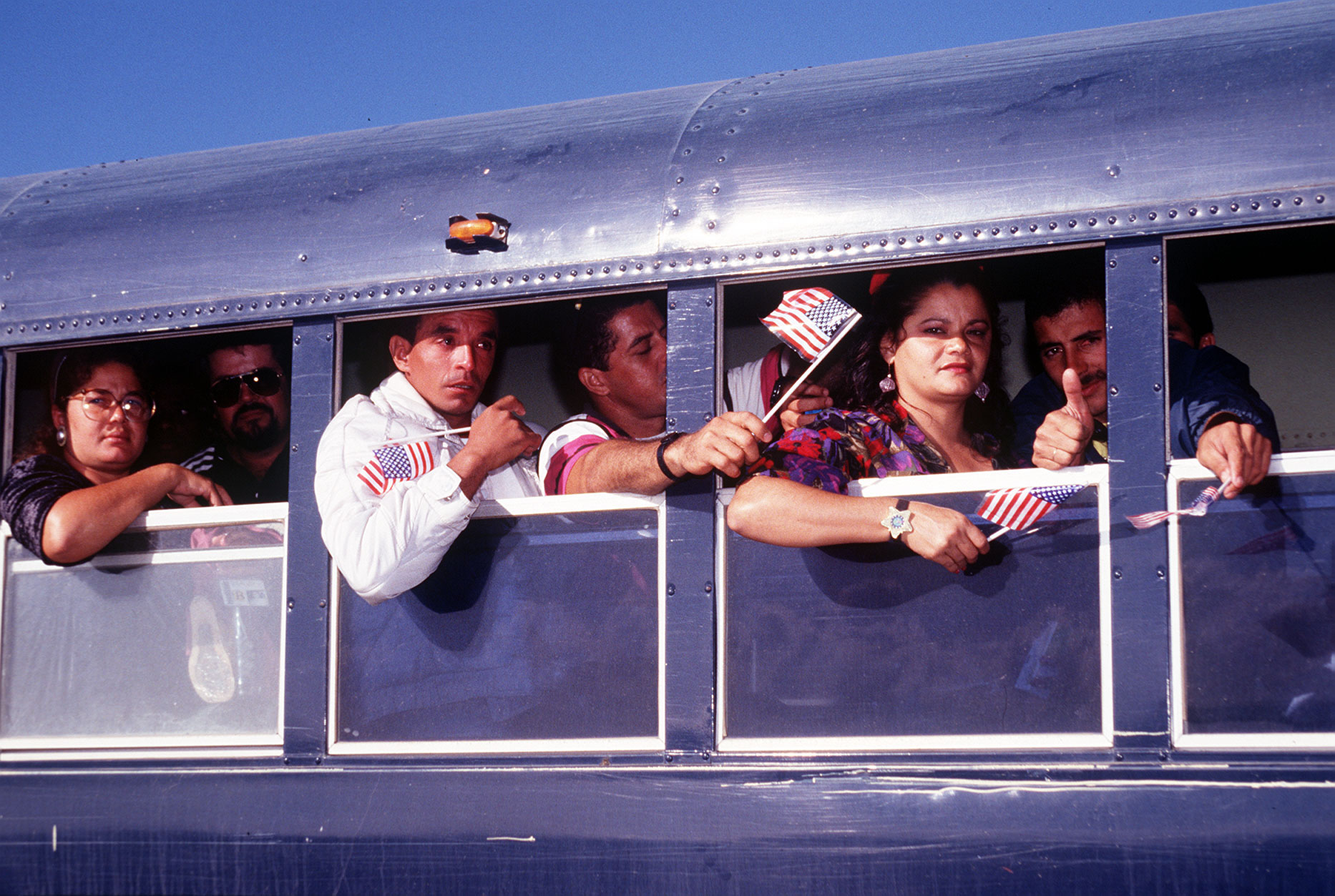
Refugiados cubanos saliendo de la base naval de la Bahía de Guantánamo tras la crisis de los balseros cubanos de 1994.

Aun así, a raíz de acuerdos de migración bilaterales entre los dos gobiernos, en septiembre de 1994 y mayo de 1995, el statu quo de la política de EE.UU. hacia los exiliados cubanos estuvo alterado significativamente. Los EE.UU. concedieron a Cuba un mínimo anual de 20,000 visas legales y, al mismo tiempo, determinó que los cubanos cogidos en el mar serían enviados a casa como cualquier otro grupo de "inmigrantes" ilegales. El acuerdo del presidente Clinton con Cuba resolvió el dilema de aproximadamente 33,000 cubanos entonces acampados en Guantánamo. Este acuerdo tuvo dos puntos nuevos. Los Estados Unidos apalabraron tomar a la mayoría de los cubanos detenidos en Guantánamo a través de la prestación de la libertad condicional humanitaria. Cuba apalabró el crédito de algunas de estas admisiones hacia la cuota mínima de 20,000 migrantes de Cuba, con 5,000 cargos anuales sobre los años. También, más que llevar a los interceptados en mar a un campamento, los Estados Unidos empezaron a devolverlos a Cuba. Ambos gobiernos prometieron seguir acuerdos internacionales para asegurar que ninguna acción sería tomada contra las personas que regresaron a Cuba.
A raíz de estos acuerdos de migración y políticas de interdicción, se desarrolló la práctica de un "pie mojado/pie seco" hacia inmigrantes cubanos. Para quienes no logran llegar a la orilla (tierra seca), son regresados a Cuba a no ser que teman que los persigan allí, pero solo quienes conocen la definición de refugiados de asilo son aceptados, para eventualmente ser enviados a un tercer país. Aquellos balseros cubanos que logran la orilla son inspeccionados por el Departamento de Seguridad de la Nación y normalmente se les permite quedarse en los Estados Unidos. De mayo de 1995 hasta julio de 2003, unos 170 cubanos fueron reubicados en 11 países diferentes, incluyendo España, Venezuela, Australia, y Nicaragua. La petición del Ministerio de Asuntos Exteriores para controlar el destino de los inmigrantes que regresan a Cuba, de forma de asegurar que no fueran víctimas de represalias, ha sido incapaz, desde marzo de 2003, de controlar a los repatriados.

## Actividad de exilio en los Estados Unidos

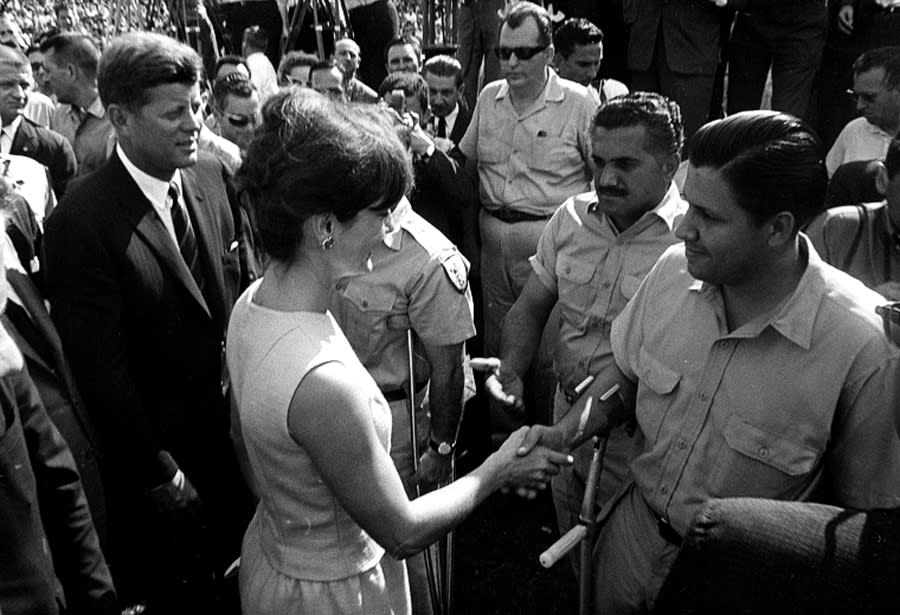
Exiliados cubanos en reunión de la Brigada de Asalto 2506 con el presidente John F. Kennedy.

Hay una gran población de exiliados cubano-americanos que reside en los Estados Unidos, especialmente en Miami y Union City. Quienes se oponen al gobierno comunista están representados en parte por el Cuban-American lobby, el cual apoya el embargo estadounidense a Cuba y presiona al gobierno comunista para el cambio político.
Otros grupos cubano-americanos, algunos de los cuales son también opositores al gobierno comunista, defienden políticas diferentes, oponiéndose al embargo y favoreciendo más compromiso cultural y económico. Entre muchos otros es conocido el grupo Pro Castro que engloba agrupaciones a favor del régimen cubano, entre los que se destacan: la Brigada Antonio Maceo, Alianza Martiana, Coalición de Miami Contra el Embargo de Cuba, Alianza de Trabajadores de la Comunidad Cubana, Liga de Defensa americana-cubana y Rescate Cultural AfroCubano, para nombrar unos cuantos. El gobierno cubano acusa a los exiliados radicados en Miami de organizar más de 700 incursiones armadas en contra de Cuba en los últimos 40 años, como Alpha 66 en 1994 y los ataques de ametralladoras en el Guitart Cayo Coco Hotel en 1995.
El 8 de septiembre de 2006, se descubrió que al menos 10 periodistas de Florida del sur recibían pagos regulares del gobierno de EE.UU. para programas en Radio y Televisión Martí, apuntando a socavar al estado cubano. Los pagos totales ascienden a miles de dólares en varios años. Quienes fueron mejor pagados eran los reporteros veteranos y un colaborador independiente para el Nuevo Herald, el diario de lengua hispana publicado por la empresa matriz del Herald de Miami. El estado cubano ha denunciado mucho tiempo que dichos periodistas de Florida del Sur de lengua española estaban en la nómina federal.
En noviembre del 2006, los auditores del Congreso de EE. UU. acusaron a la agencia de desarrollo USAID de fallar en la administración de su programa para promover democracia en Cuba. Dijeron que USAID estuvo canalizando decenas de millones de dólares a través de grupos de exilio en Miami, en despilfarro o en cuentas mantenidas. El informe dijo que las organizaciones enviaron elementos como chocolate y suéteres de cachemira a Cuba. Su informe concluye que 30% de los grupos de exilio que recibieron las subvenciones de USAID tuvieron gastos cuestionables.

### Grupos
- Hermanos al Rescate - Un grupo de cubano-activistas americanos cuyo objetivo primario es la ayuda a refugiados y a los solicitantes de entrar al país. El grupo también ha intentado distribuir literatura opositora al régimen cubano vía lanzamiento aéreo sobre territorio cubano.

- EE. UU.-Cuba Democracia Pac - Un grupo de interés especial de lobbies que el Congreso de Estados Unidos y la Casa Blanca crearon con el objetivo declarado de "promover una transición incondicional en Cuba a la democracia, la regla de ley, y el mercado libre."

- Consejo de Libertad cubana - grupo de Cabildo para cubano-americanos en los Estados Unidos.

- Fundación Nacional americana cubana - grupo de Cabildeo para cubano-americanos en los Estados Unidos.

- Comité internacional para la Democracia en Cuba Grupo al mando del expresidente checo Václav Havel  que apunta a coordinar la aproximación del hemisferio europeo y los países occidentales hacia el gobierno de Castro.

- Movimiento Libertario cubano - una red de colectivos e individuos que comprenden el movimiento anarquista cubano, el cual es anticapitalista, anti-Castro, y busca cambio a lo largo de comunista/libertario socialista libertario o líneas similares.

- Vigilia Mambisa - Un grupo de cubano- americanos manifestantes al mando de Miguel Saavedra, conocido por su street-theater táctica y su respuesta rápida para la protesta al aire en las estaciones de lengua española de Miami como WAQI AM-710  (Radiofónico Mambi) y WWFE 670-AM (La Poderosa).

## Invasiones y ataques
- La Rebelión del Escambray (1959-1965) fue un grupo de cubanos que tomaron armas contra el nuevo régimen comunista, particularmente en la región de montañas Escambray en Cuba. El gobierno cubano los categorizó como bandidos. La "Guerra Contra los Bandidos" fue la campaña del gobierno comunista en contra de los campesinos rebeldes.
- La invasión de la bahía de Cochinos fue una acción frustrada de exiliados cubanos para invadir Cuba desde el sur, en un intento de derrocar el gobierno cubano de Fidel Castro. La invasión fue lanzada en abril de 1961, menos de tres meses después de que John F. Kennedy asumiera la presidencia en los Estados Unidos. El gobierno de EE.UU. había prometido apoyo logístico, que al final no brindó, pues Kennedy se negó. Las fuerzas armadas cubanas, entrenadas y equipadas por países comunistas del Bloque Oriental, derrotaron a los combatientes exiliados tres días después del asalto.
- El Proyecto Cubano (1961-1962). El Presidente de EE.UU. John F. Kennedy aprobó una operación de la CIA el 30 de noviembre de 1961 para "ayudar a Cuba a derrocar el régimen comunista", con el fin de preparar "una revuelta que podría ocurrir en Cuba para octubre de 1962". El plan pretendía provocar el derrocamiento del gobierno e intentos de asesinar a Castro. El proyecto cubano, también conocido como Operación Mongoose, jugó una función significativa en los acontecimientos que llegaron hasta la Crisis de los misiles de Cuba de 1962. La operación se suspendió el 30 de octubre de 1962, pero tres grupos de sabotaje de seis hombres ya habían sido desplegados en Cuba. El 8 de noviembre de 1962 un grupo hizo estallar un complejo industrial cubano.
- Bombardeo del vuelo 455 de Cubana de Aviación. El 6 de octubre de 1976, dos bombas de tiempo descritas por varios como dinamita o C-4, colocadas en la aeronave Douglas DC-8, provocaron la muerte de las 73 personas a bordo. La evidencia implicaría a personas vinculadas con la CIA, exiliados cubanos anti-Castro y miembros de la policía secreta venezolana DISIP.
- En la Cumbre Iberoamericana de Disidentes (1999), planeada en Cuba, una docena de grupos opositores pidió la oposición pacífica al gobierno de Castro e instó a los dirigentes iberoamericanos a respaldar su causa. Los 40 disidentes que planeaban la reunión fueron arrestados en La Habana antes de la cumbre iberoamericana.[6]

## Resistencia armada
Los actos han ocurrido en regiones de EE.UU. y al menos otros dieciséis países. Una serie de atentados en Miami en los años 70 fueron llevados a audiencia ante una Subcomisión de EE.UU. para investigar la seguridad interna. Casos notables de violencia como el de Luciano Nieves, quién fue asesinado después de defender la coexistencia pacífica con Cuba, y el nuevo director de noticias de WQBA-AM, Emilio Milian quién sobrevivió una bomba automovilística pero perdió sus piernas después de que condenara públicamente la violencia de exilio cubano.